# Isaiah Briscoe
Isaiah Briscoe, né le 13 avril 1996, à Newark, au New Jersey, est un joueur américain de basket-ball. Il évolue au poste de meneur.

## Palmarès
- Champion des Amériques -18 ans 2014
- McDonald's All American 2015
- Meilleur jeune joueur de l'année de la VTB United League 2018[1].